# Xã Clear Fork, Quận Marshall, Kansas
Xã Clear Fork (tiếng Anh: Clear Fork Township) là một xã thuộc quận Marshall, tiểu bang Kansas, Hoa Kỳ. Năm 2010, dân số của xã này là 45 người.